# アンジェリカ・クリロワ
アンジェリカ・アレクセエヴナ・クリロワ（ロシア語: Анжели́ка Алексе́евна Крыло́ва、ラテン翻字：Anjelika Alexeevna Krylova, 1973年7月4日 - ）は、ソビエト連邦出身の女性、ソ連、ロシアのアイスダンス選手。パートナーはオレグ・オフシアンニコフとウラジミール・フェドロフ、ウラジミール・レルフ。競技引退後フィギュアスケトコーチ、振付師。イタリア出身の元アイスダンス選手、後フィギュアスケートコーチ、振付師のパスクワーレ・カメルレンゴとの間に長女と長男の二子をもうけ事実婚状態を続けていたが2010年に正式に結婚。。夫婦で共にコーチや振付師として活動し、アメリカで24年間生活をしていたが、2018年ロシアに帰国しカメルレンゴとの婚姻関係も解消している。
1998年、1999年世界フィギュアスケート選手権優勝。1998年長野オリンピック銀メダリスト。

## 経歴
- 1973年モスクワ生まれ。
- ウラジミール・レルフとのカップルを経てウラジミール・フェドロフと組み、1993年世界フィギュアスケート選手権3位。
- 1994年リレハンメルオリンピックに出場し、6位。オリンピック後にオレグ・オフシアンニコフとカップル結成。
- 1998年長野オリンピックで銀メダルを獲得。
- 1998年、1999年世界フィギュアスケート選手権優勝。
- 1999年ISUグランプリファイナル優勝。
- 2000年アマチュアを引退しプロ転向。
- 後にアメリカのデトロイトでコーチ・振付師として活動開始。しかし2018年3月のミラノワールドの直後にロシアに戻り、エレーナ・チャイコフスカヤの元で働くと報じられた[3]。

## 主な戦績
- 1993-94シーズンまではウラジミール・フェドロフとのカップル。
- 1994-95シーズン以降はオレグ・オフシアンニコフとのカップル。

| 大会/年            | 1991-92 | 1992-93 | 1993-94 | 1994-95 | 1995-96 | 1996-97 | 1997-98 | 1998-99 |
| ------------------ | ------- | ------- | ------- | ------- | ------- | ------- | ------- | ------- |
| オリンピック       |         |         | 6       |         |         |         | 2       |         |
| 世界選手権         |         | 3       | 棄権    | 5       | 2       | 2       | 1       | 1       |
| 欧州選手権         |         | 4       | 6       | 3       | 2       | 2       | 2       | 1       |
| ロシア選手権       |         | 3       | 1       | 1       | 2       | 1       | 1       | 1       |
| ソビエト選手権     | 2       |         |         |         |         |         |         |         |
| GPファイナル       |         |         |         |         | 2       | 2       |         | 1       |
| GPスケートアメリカ |         |         |         |         | 2       | 1       |         |         |
| GPロシア杯         |         |         |         |         |         | 1       | 1       | 1       |
| GPNHK杯            |         | 2       |         |         |         |         |         |         |

## プログラム使用曲
| シーズン  | OD                                                         | FD                                                                     | EX           |
| --------- | ---------------------------------------------------------- | ---------------------------------------------------------------------- | ------------ |
| 1998-1999 | 歌劇《椿姫》より 「乾杯の歌」 作曲：ジュゼッペ・ヴェルディ | アフリカン・ドラム 振付：サロメ・ブルナー                              |              |
| 1997-1998 | － by －                                                   | カルメン 作曲：ジョルジュ・ビゼー 振付： －                            | マラゲーニャ |
| 1996-1997 | － by －                                                   | 仮面舞踏会 (ハチャトゥリアン) 作曲：アラム・ハチャトゥリアン 振付： － | －           |